# Sune Almkvist
Sune Lison Almkvist (4 février 1886 à Uppsala – 8 août 1975 à Danderyd) est un joueur de football international suédois, évoluant au poste d'attaquant. Il a été aussi joueur et dirigeant de hockey sur glace et de bandy.

## Biographie

### Football
Il reçoit quatre sélections en équipe de Suède lors de l'année 1908.
Il joue son premier match en équipe nationale le 8 septembre 1908 en amical contre l'Angleterre, et son dernier le 26 octobre 1908 en amical contre la Belgique.
Il participe aux Jeux olympiques d'été de 1908, terminant quatrième du tournoi. Lors du tournoi olympique organisé à Londres, il dispute un match de la sélection suédoise, contre la Grande-Bretagne.

### Autres activités
Almkvist est aussi joueur de hockey sur glace et de bandy, avec le club de l'IFK Uppsala, qui domina le hockey de 1907 à 1920.
Il est également le premier président de la Fédération suédoise de bandy de 1925 à 1950.